# VfL Bad Berleburg
Der VfL Bad Berleburg ist ein Sportverein aus Bad Berleburg in Nordrhein-Westfalen. Die erste Herrenmannschaft im Fußball spielt derzeit in der Landesliga Westfalen. Weitere Sparten des Vereins sind Badminton, Ballett & Tanzen, Handball, Leichtathletik, Schwimmen, Ski, Spielmannszug, Taekwondo, Tischtennis, Turnen und Volleyball.

## Geschichte
Der Verein entstand, zunächst noch unter dem Namen VfL Berleburg, am 21. Februar 1970 durch Fusion des Turnverein 1863 Berleburg, des Spiel- und Sportverein 1921 Berleburg und des Skiclub 1909 Berleburg.

## Fußball
Größte Erfolge der Vereinsgeschichte im Fußball waren 1975 und 1977 jeweils der Aufstieg in die seinerzeit höchste westfälische Amateurspielklasse, die Verbandsliga Westfalen. Sowohl in der Spielzeit 1975/76 als auch 1977/78 stieg der Verein jedoch beide Male sofort wieder in die Landesliga Westfalen ab.